# Kentropyx striata
Espèce
Synonymes
- Lacerta striata Daudin, 1802
- Centropyx striatus (Daudin, 1802)
- Centropyx decodon Cope, 1862
- Centropyx renggerii Peters, 1869
- Kentropyx striatus (Daudin, 1802)
- Kentropyx striatus viridicervix Hoogmoed, 1973

Kentropyx striata est une espèce de sauriens de la famille des Teiidae.

## Répartition
Cette espèce se rencontre :
- au Guyana ;
- au Suriname ;
- au Venezuela ;
- en Colombie ;
- sur l'île de Trinidad ;
- au Brésil dans les États d'Amapá, du Pará, du Roraima, du Pernambouc et de Bahia.

## Biologie
Cette espèce se rencontre dans les milieux ouverts, dans les savanes. 

## Publication originale
- Daudin, 1802 : Histoire Naturelle, Générale et Particulière des Reptiles; ouvrage faisant suit à l'Histoire naturelle générale et particulière, composée par Leclerc de Buffon; et rédigee par C.S. Sonnini, membre de plusieurs sociétés savantes, vol. 3, F. Dufart, Paris, p. 1-452 (texte intégral).